# غلدانلو
غلدانلو هي قرية في مقاطعة أرومية، إيران. يقدر عدد سكانها بـ 205 نسمة بحسب إحصاء 2016.